# 村庄
村庄指居民住宅集中区域，通常为平原、盆地居住地形，也包括大的自然村落，人口居住相对集中，由成片的居民房屋构成建筑群，平原的村庄房屋建筑密度较自然村落大。“村庄”多作为中国北方地区的居住地形用语，这与北方地区地形多平原有关。
- 城市的“居民区”（住宅区）——居民集中居住的地区，常冠以“村”、“村庄”，如“居民新村”、“都市村庄”等。
- 在中国南方一些地區，村庄仍旧为一个姓氏为主的宗族聚居地。
- 大的“村庄”可以包括一个、多个村（行政村），或形成集镇。很多村庄形成了现代意义的镇（行政建制镇）。